# Federación (Uruguay)
Federación es una localidad uruguaya del departamento de Paysandú.

## Ubicación
La localidad se encuentra situada en la zona centro del departamento de Paysandú, al norte del río Queguay Chico y junto a la ruta 4.

## Población
Según el censo del año 2011 la localidad contaba con una población de 20 habitantes.
| 47            | 20 |
| (Fuente: INE) |    |